# Ганс-Крістіан Вреде
Ганс-Крістіан Вреде (нім. Hans-Christian Wrede; 9 серпня 1920, Кіль — 10 вересня 2015, Піннеберг) — німецький офіцер-підводник, оберлейтенант-цур-зее крігсмаріне.

## Біографія
16 вересня 1939 року вступив на флот. З 5 січня по 5 липня 1942 року пройшов курс підводника. В липні 1942 року направлений на будівництво підводного човна U-448. З 1 серпня 1942 року — 1-й вахтовий офіцер на U-448, а якому взяв участь в чотирьох походах. В грудні 1943 року пройшов курс позиціонування (радіовимірювання), з 16 грудня 1943 по 9 лютого 1944 року — курс командира човна. З лютого 1944 року — навчальний офіцер в 4-й флотилії. З 17 жовтня 1944 року — командир U-1234. 5 серпня 1945 року наказав затопити човен в рамках операції «Регенбоген». 8 травня 1945 року взятий в полон британськими військами.

## Звання
- Кандидат в офіцери (16 вересня 1939)
- Морський кадет (1 лютого 1940)
- Фенріх-цур-зее (1 липня 1940)
- Оберфенріх-цур-зее (1 липня 1941)
- Лейтенант-цур-зее (1 березня 1942)
- Оберлейтенант-цур-зее (1 жовтня 1943)

## Нагороди
- Нагрудний знак підводника (27 травня 1943)
- Залізний хрест
  - 2-го класу (27 травня 1943)
  - 1-го класу (13 липня 1943)